# くまくんトリオ大脱走
『くまくんトリオ大脱走』（くまくんトリオだいだっそう、原題：Help! It's the Hair Bear Bunch）とは、ハンナ・バーベラ・プロダクションが制作アメリカのテレビアニメである。元の1971年から1972年で放送。
日本ではNHK総合テレビの『少年映画劇場』で、1972年6月11日から11月9日で放送、9月24日までは『エンデバー号の探検』、10月1日以降は『サーカス・ポリー』と2本立てで放送された。後に同局の『まんが劇場』（最終放送）で1973年2月16日から3月30日まで、『くるぐり博士のタイムマシン』と合わせて放送、同年末にも再放送された。東京12チャンネル⇒テレビ東京では1977年5月26日から6月13日までマンガのくにで再放送された。

## あらすじ
ライオネル・ボッチが経営するワンダーランド動物園で、3匹の熊のもじゃもじゃ、でかでか、ころころが織の中から脱走し大混乱を巻き起こす。

## キャラクター
もじゃもじゃ/ヘアベア（Hair Bear）
声：ドーズ・バトラー/吹き替え：山田吾一
くまくんトリオのチーフ。
でかでか/バビベア（Bubi Bear）
声：ポール・ウィンチェル/吹き替え：小島三児
ころころ/スクエアベア（Square Bear）
声：ビル・カラウェイ/吹き替え：うえずみのる
ピーブリ（Mr. Peevly）
声：ジョン・スティーブンソン/吹き替え：大泉滉
ライオネル・ボッチ（Lionel Botch）
声：ジョー・E・ロス/吹き替え：細井重之
動物園の飼育係。

## エピソードリスト
1. (Keep Your Keeper)
2. (Rare Bear Bungle)
3. (Raffle Ruckus)
4. (Bridal Boo Boo)
5. (No Space like Home)
6. (Love Bug Bundle)
7. (I'll Zoo You Later)
8. (Ark Lark)
9. (Gobs of Gabaloons)
10. かわいいパンダちゃんなのです (Panda Pandamonium)
11. スターになってみたかったのです (Closed Circuit TV)
12. (The Bear Who Came To Dinner)
13. (Unbearably Peevly)
14. (Goldilocks and the Three Bears)
15. (The Diet Caper)
16. (Kling Klong vs the Masked Marvel)

原題不明のエピソードは以下の通り。
- はこ船はごきげんなのです
- 仮病を使ってみたのです
- ショーショーまずかったのです
- クマにばけてみたのです
- またしてもはかられたのです
- 誕生日にはごちそうがあるのです

## テーマソング
OPテーマ
『くまくんトリオ大脱走』
歌手：不明
作詞：島村葉二